# Esporte Clube Gazeta
Esporte Clube Gazeta é uma agremiação esportiva da cidade de Ourinhos, no estado de São Paulo, fundada a 7 de setembro de 1948. Suas cores são preta e branca. O uniforme principal tem as listras pretas e brancas verticais paralelas, iguais ao uniforme do Santos Futebol Clube. Seu apelido é "O Líder das Excursões" e teve cinco participações no Campeonato Paulista de Futebol. 

## História
O Esporte Clube Gazeta é o clube profissional mais recente da cidade. Ele sucedeu o Clube Atlético Ourinhense, o Esporte Clube Operário e o Esporte Clube União Barra Funda, este último já extinto. Da mesma forma que os demais, o alvi-negro teve suas origens no futebol amador.
O "Líder das Excursões" mandava seus jogos no estádio do "Colorado" ourinhense, seu rival mais tradicional. Seu departamento de futebol profissional foi desativado no ano de 2004, não mais retornando ao Campeonato Paulista de Futebol.